# Julie Greer kann nichts mehr sagen
Julie Greer kann nichts mehr sagen ist die 1961 erstmals ausgestrahlte erste Episode der US-amerikanischen Anthologie-Serie Heute Abend Dick Powell. Die Folge ist auch der Pilotfilm zur Serie Amos Burke.

## Handlung
Der Gastgeber Dick Powell erzählt kurz von seiner langen Hollywoodkarriere, und dass der dabei viele Freunde gewonnen hat. Einige davon treten auch in der folgenden Kriminalgeschichte auf. Um keinen Ärger zu bekommen, nennt er sie in alphabetischer Reihenfolge.
Julie Greer telefoniert gerade, als es an der Tür klingelt. Es ist ein ehemaliger Liebhaber, der nichts sagt, sich in die Wohnung drängt und sie erwürgt. Ihre letzten Worte: George Townsend. Inspektor Amos Burke, der als Millionär geboren wurde und sich als Polizist von ganz unten zum Leiter des Mordkommissariats hochgearbeitet hat, fährt in seinem Rolls-Royce vor. Er will sich in den Urlaub zu verabschieden, kurz bevor die Meldung über den Mord hereinkommt. Sein junger Kollege Phil Winslow, der seit einem halben Jahr im Kommissariat arbeitet, würde den Fall gerne alleine übernehmen. Burke stimmt dem zu, ist aber neugierig geworden, sodass beide zum Tatort fahren. Bei der Befragung von Ann Farmer, einer Freundin des Opfers, die die Leiche gefunden hatte, erfahren sie, dass Greer wenige Freundinnen, dafür aber viele Affären mit Männern hatte. Obwohl sie dabei diskret vorgegangen ist, wird ein Adressbuch mit mehreren, teilweise sehr berühmten, Namen gefunden. Bei der Befragung seiner Hälfte der dort genannten Personen erfährt Burke, dass es jedes Mal Greer war, die die Beziehungen beendet hat. Er trifft alle an, nur George Townsend nicht. Der hatte ein Zimmer bei der blinden Mrs. Pearce gemietet und ist unbekannt verzogen. Durch eine eher unbewusst gemachten Beobachtung am Tatort wird Burke am Abend klar, dass Greer vor dem Mord telefoniert hatte und ein Zeuge den Mord am Telefon mitbekommen haben muss. Er sucht zusammen mit Winslow diejenigen aus dessen Gruppe auf, die kein Alibi hatten, und findet bei den Verhören heraus, dass der Tierarzt Dr. Coombs der gesuchte Zeuge ist. Der hat jedoch kaum einen Hinweis, er kann nur den Namen George Townsend nennen. Da Mrs. Pearce auch nichts weiter weiß, geben sie eine Fahndung nach Townsend heraus und lassen ihn per Zeitung suchen. Tatsächlich meldet sich ein George Townsend, der aber behauptet, unschuldig zu sein. Burke organisiert eine Gegenüberstellung von Townsend und vier Polizisten, die Mrs. Pearce alle denselben Satz sagen. Mrs. Pearce identifiziert Winslow. Burke erklärt das damit, dass er und Winslow sie am Vortag befragt hatten. Also übergibt Burke den Fall an Winslow und fliegt in seinen Urlaub nach Honolulu.
Am nächsten Tag kommt Coombs zur Polizei und erzählt Winslow, dass Greers kurz bevor sie den Mörder in die Wohnung ließ, „Rose Forever“ gesagt habe. Er könne nichts damit anfangen, aber vielleicht könne die Polizei das ja. Winslow, der ein Tattoo mit diesen Worten auf seiner Schulter hat, tut so, als könne er das auch nicht. Er fährt zu Coombs und fragt ihn weiter aus, auch ob er das schon jemandem gesagt habe. Als Coombs verneint, versucht Winslow ihn zu töten, wird aber von Burke davon abgehalten. Greer hatte das nicht gesagt, es war eine Falle von Burke, der genau wusste, dass Winslow bei dem Treffen mit Mrs. Pearce nichts gesagt hat. Winslow hatte Greer bei einer Verhaftung geholfen, worauf sich die beiden näher gekommen sind. Als Greer später Schluss gemacht hat, hat Winslow das lange Zeit nicht verkraftet. Daher meinte er, sie umbringen zu müssen.
Der Gastgeber wünscht dem Publikum einen schönen Abend. Er hofft, dass die Folge gefallen hat, und dass die Leute in der nächsten Woche wieder einschalten werden.

## Hintergrund
Dick Powell zögerte, die Rolle des Amos Burke zu übernehmen und musste erst von Produzent Aaron Spelling dazu überredet werden. Spelling behauptet, dass er die Idee hatte, Cameos von bekannten Gaststars in die Folge einzuarbeiten. Auch dazu musste Powell überredet werden. Spelling schlug vor, Powell solle seine Freunde fragen, und er kümmere sich um die jüngeren Stars. Sie alle waren nur für einen Tag bei den Dreharbeiten. Spelling sprach seine Frau Carolyn Jones an, das Mordopfer zu spielen, und beschaffte auch seine Freunde Nick Adams und Lloyd Bridges. Powell holte darauf Ronald Reagan, Jack Carson, Dean Jones und Edgar Bergen dazu.
Ursprünglich sollte Powells Frau June Allyson die Mrs. Pearce spielen. Doch war die schon für eine Rolle in einer anderen Folge verpflichtet worden, und NBC wollte sie nicht zu oft zeigen. Daher warb Powell Kay Thompson für diese Rolle an.
Julie Greer kann nichts mehr sagen war der erste Film im Fernsehen, bei dem in allen Rollen Stars auftraten. Die Zuschauer waren von dieser Idee begeistert, und die Ratings waren so beeindruckend, dass Amos Burke in eine eigene Serie übernommen wurde. Die New York Times soll geschrieben haben, dass Kay Thompsons Leistung der Höhepunkt einer Reihe interessanter kleiner Charakterdarstellungen gewesen sei.
Im Juni 1962 schrieb die Variety, dass Four Star die Rechte an den Figuren für die spätere Serie Amos Burke für 50.000 Dollar von Frank D. Gilroy abgekauft habe. 1965 klagte Gilroy gegen verschiedene Firmen wegen Aneignung der Rechte an der Figur des Amos Burke. Elf Jahre später bekam er dafür 1.000.000 Dollar als Schadenersatz plus Zinsen.

## Kritiken
Die Kritiker von Variety und Jack Gould von der New York Times waren sich einig: Die Geschichte der Folge ist wohlbekannt, ein normales Whodunit. Zudem zeige die Folge so gut wie keine Gewalt, lediglich den dramaturgisch notwendigen Mord am Anfang. Sie sahen eine zwar kommerzielle, aber auch geschmackvolle und künstlerische Folge, die vollendet zusammengesetzt wurde, beziehungsweise eine Folge mit Stil und Schliff, die Einfalls- und Erfindungsreichtum bei Besetzung, Charakterisierung und den Dialogen zeige.
Die Idee mit den Cameos kam sehr gut an. Sie seien alle gut gewesen, und es habe Spaß gemacht, dem zuzusehen. Zwar habe das die Action etwas ausgebremst, aber die Stars hätten das kompensiert. Es sei eine Folge von faszinierenden kleinen Charakterporträts gewesen. Powell müsse in einer Stunde bei vielen die Augen über die Dummheit von Hollywoods Type Casting geöffnet haben.
Persönlich gelobt wurden Dick Powell, Aaron Spelling, Robert E. Miller und Frank Gilroy.
Alles in Allem habe Powell das Problem der Fernsehunterhaltung aufgezeigt. Es liege nicht so sehr bei den Formaten, sondern eher bei den mangelnden Fähigkeiten, mit denen so viele Filme gemacht seien. Auf jeden Fall biete Julie Greer kann nichts mehr sagen viele Gründe, sich weitere Folgen anzusehen.